# Кирич Едуард Ілліч
Едуард Ілліч Кирич (нар. 2 червня 1942, Омськ, РРФСР, СРСР) — радянський і український художник-постановник, сценарист і художник-постановник Української кіностудії анімаційних фільмів. Член Національної спілки художників України (1970), член Національної спілки кінематографістів України (1974). Лауреат Державної премії України імені Тараса Шевченка (1988). Заслужений художник України (02.11.1993). Народний художник України (2004). 

## Біографія
Народився 2 червня 1942 року в евакуації в Омську, але дитинство провів у Львові, родина повернулась в Україну у 1944 році.
Освіта:
1970 рік — Український поліграфічний інститут ім. І. Федорова, художник книги, графік, ілюстратор. 
У 1961 році закінчив республіканську художню середню школу ім. Т. Г. Шевченка у Києві, клас живопису. 
У 1962-1964 рр. — навчався у Національній консерваторії ім. П.І. Чайковського, клас Зої Гайдай.  
З 1962 року — художник-постановник Української кіностудії анімаційних фільмів «Київнаукфільм»/ «Укранімафільм». Створив образи козаків Тура, Ока та Грая.

## Фільмографія
- «Як козаки куліш варили» (1967, асистент)
- «Івасик-Телесик» (1968, ляльки і декорації— у співавт.)

### Художник-постановник
- «Чому у півня короткі штанці» (1966)
- «Людина, що вміла літати» (1968)
- «Пригоди козака Енея» (1969)
- «Як козаки у футбол грали» (1970)
- «Сказання про Ігорів похід»
- «Як козаки наречених визволяли» (1973, II премія «Срібний сестерцій» VI Міжнародного кінофестивалю, Ніон, Швейцарія, 1973)
- «У світі пернатих» (1974)
- «Що на що схоже» (1974)
- «Як козаки сіль купували» (1975)
- «Як чоловіки жінок провчили» (1975)
- «Пригоди капітана Врунгеля)» (1976—1979, у співавт.)
- «Найголовніший горобець» (1977)
- «Як козаки олімпійцями стали» (1978, співавтор сценарію, Бронзова медаль Всесоюзного кінофестивалю спортивних фільмів. Ленінград, 1978)
- «Як козаки мушкетерам допомагали» (1979)
- «Нещаслива зірка» (1981)
- «Послуга» (1983)
- «Старий і півень» (1984)
- «Дівчинка та зайці» (1985)
- «Батькова наука» (1986)
- «Кам'яна доба» (1987)
- «Ми — жінки. Найгарніша» (1988)
- «Енеїда» (1991)
- «Полювання» (1992, у співавт. з Наталею Охотимською)
- «Як козаки у хокей грали» (1995)
- «Гора самоцвітів»: «Лис і дрізд» (2005)
- «Лис Микита» (2007, мультсеріал)
- «Чарівний горох» (2008, у співавт. з Іваном Будзом)
- «Пригоди Котигорошка та його друзів» (2013, мультсеріал)
- та інші.

### Сценарист
- «Як козаки олімпійцями стали» (1978, Бронзова медаль Всесоюзного кінофестивалю спортивних фільмів. Ленінград, 1978)
- «Батькова наука» (1986)
- «З життя олівців» (1988, у співавт.)
- «Кам'яні історії» (1991)
- «Бобе Майсес» (1993, у співавторстві із Оленою Касавіною)
- «Як козаки у хокей грали» (1995)
- «Ходить Гарбуз по городу...» (1997)
- «Лис Микита» (2007, мультсеріал — ідея)
- «Літа мої...» (за мотивами творів Марії Приймаченко, художник постановник і співавтор сценарію, 2008-2013)
- «Козаки. Футбол» (2016, український анімаційний телесеріал — ідея)

## Нагороди, премії, відзнаки
- 2-га премія «Срібний сестерцій» IV Міжнародного кінофестивалю в м. Ньйон, Швейцарія, 1973 р. — за фільм «Як козаки наречених визволяли»
- Бронзова медаль Всесоюзного кінофестивалю спортивных фільмів, Ленінград, 1978 р. — за фільм «Як козаки олімпійцями стали»
- Лауреат Державної премії України імені Тараса Шевченка (1988): „За кращий твір літератури і мистецтва для дітей та юнацтва“ — за цикл мультфільмів «Козаки» про пригоди запорізьких козаків (спільно з режисером Володимиром Дахном і кінооператором Анатолієм Гавриловим)
- Заслужений художник України (02.11.1993)[1]
- Народний художник України (2004)[2]